# Reitzia
Reitzia es un género monotípico de plantas herbáceas perteneciente a la familia de las poáceas. Su única especie: Reitzia smithii Swallen, es originaria de Brasil.